# Hospital Universitario del Perpetuo Socorro de Albacete
El Hospital Universitario del Perpetuo Socorro de Albacete es un hospital público del Servicio de Salud de Castilla-La Mancha (Sescam) situado en la ciudad española de Albacete. Inaugurado en 1957, es uno de los hospitales de referencia de la capital albaceteña.

## Historia
En 1952 tuvo lugar la apertura de la Residencia de la Seguridad Social Nuestra Señora del Perpetuo Socorro a las afueras de la ciudad de Albacete como centro quirúrgico, aunque fue inaugurada oficialmente en 1957 adaptando las instalaciones del antiguo centro a las nuevas demandas sociales.
En abril de 1985, tras las obras de construcción del Hospital General Universitario de Albacete, se trasladaron a este muchos de los servicios que se ofertaban en la antigua residencia hospitalaria. En esa fecha se iniciaron las obras de acondicionamiento del inmueble, aunque manteniendo la estructura original, para alojar varios de los servicios sanitarios que se encontraban dispersos por varios edificios de la ciudad (cierre definitivo del Hospital de Los Llanos...).
En 2010 se anunció la última remodelación del Hospital Universitario del Perpetuo Socorro con la creación del área de rehabilitación y la reforma integral de la cuarta planta, además de la construcción de un nuevo centro de salud en la zona IV de la capital manchega, anexo al complejo hospitalario.

## Localización y accesos
El Hospital Universitario del Perpetuo Socorro cuenta con una parada de taxis en la puerta principal, facilitando el acceso a los usuarios y su movilidad por la ciudad.

### Transporte público
En autobús urbano, el centro hospitalario queda conectado mediante las siguientes líneas:
| Línea | Trayecto | Recorrido                                                         | Frecuencia    | Paradas en el HUPS |
| ----- | --- | ----------------------------------------------------------------- | ------------- | ------------------ |
|       | Campus UCLM-Barrio de Vereda | Recorrido Archivado el 1 de noviembre de 2014 en Wayback Machine. | 12-18 minutos | 5 y 6              |
|       | Campus UCLM-Hospital Universitario del Perpetuo Socorro                                                                          | Recorrido Archivado el 22 de febrero de 2014 en Wayback Machine.  | 12-18 minutos | 7 y 15             |
|       | Estación de Albacete-Los Llanos-Estación de Autobuses-Hospital General Universitario-Hospital Universitario del Perpetuo Socorro | Recorrido Archivado el 22 de febrero de 2014 en Wayback Machine.  | 15-22 minutos | 20                 |

## Hospital universitario

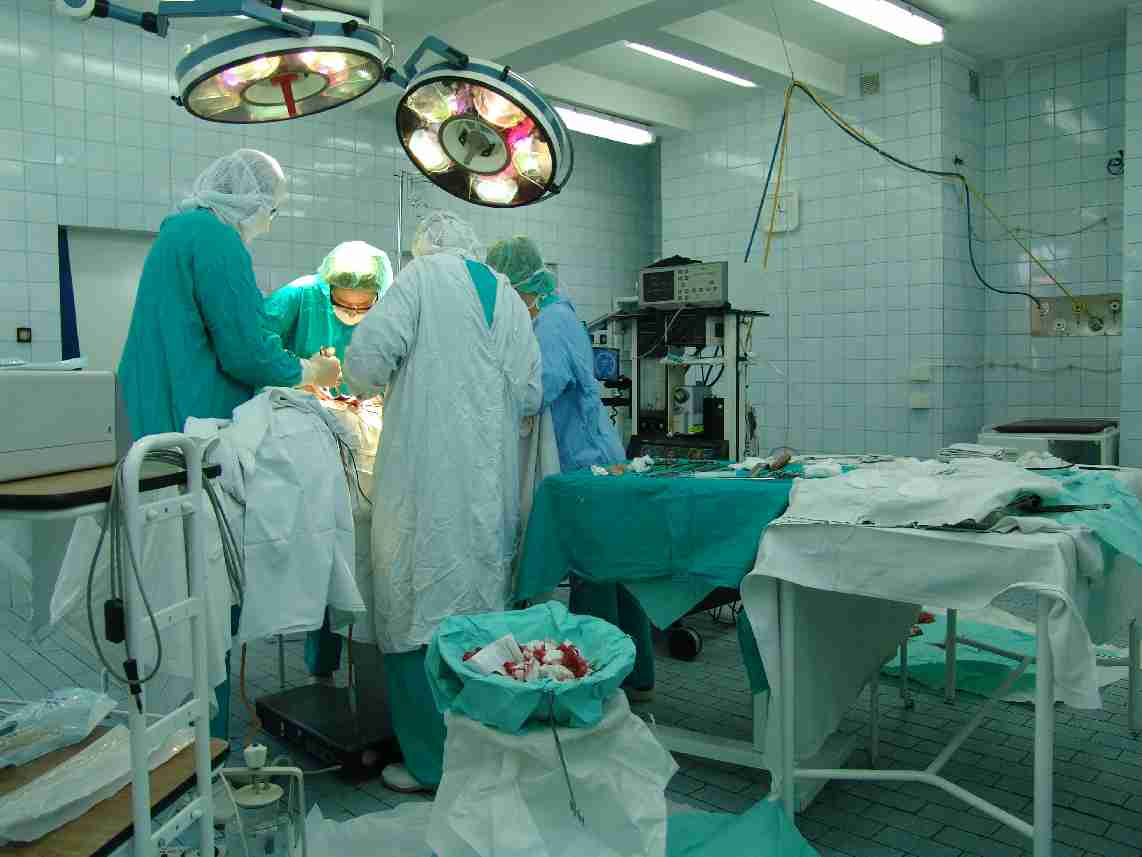
Quirófano, instalación clave de los hospitales

Como hospital universitario está adscrito a la Universidad de Castilla-La Mancha para las prácticas del alumnado de medicina, farmacia y enfermería. Además, imparte formación postgrado para residentes en diversas especialidades médicas (MIR), de farmacia (FIR), de psicología (PIR) y de enfermería (EIR).

## Servicios y especialidades

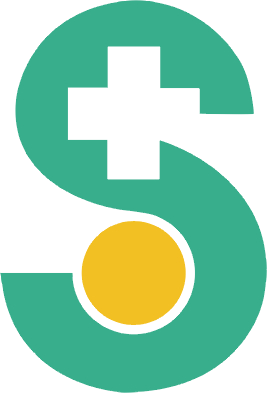
Logotipo del Servicio de Salud de Castilla-La Mancha (SESCAM)

La oferta asistencial que ofrece el Hospital Universitario del Perpetuo Socorro, que forma parte de la que desarrolla el Complejo Hospitalario Universitario de Albacete, es la siguiente:
| - Alergología - Análisis clínicos - Anatomía patológica - Anestesia y reanimación - Aparato digestivo - Atención sanitaria a drogodependientes - Atención sanitaria domiciliaria - Cirugía general y Digestivo - Cirugía mayor ambulatoria - Cirugía ortopédica | - Cirugía plástica y reparadora - Cuidados paliativos - Dermatología - Farmacia - Fisioterapia - Geriatría - Ginecología - Hospital de día - Implantación de tejidos - Laboratorio de hematología | - Litotricia renal - Logopedia - Medicina del trabajo - Medicina Interna - Medicina preventiva - Neumología - Neurología - Oftalmología - Otorrinolaringología - Psicología clínica | - Psiquiatría - Radiodiagnóstico - Rehabilitación - Reumatología - Terapia ocupacional - Tratamiento del dolor - Traumatología - Urología |

## Instituto de Medicina Legal
El Hospital del Perpetuo Socorro de Albacete alberga en su interior el Instituto de Medicina Legal y Ciencias Forenses de Albacete, Cuenca y Guadalajara, cuya ámbito de actuación corresponde a las provincias homónimas. 
El instituto dispone, entre otras dependencias, de sala de autopsias y 6 cámaras frigoríficas. Un director, 4 jefes de las secciones de Patología, Clínica, Laboratorios y Ordenación y Archivo, un técnico facultativo, un técnico especialista, una psicóloga, una trabajador social, 10 médicos forenses, un secretario general, dos de tramitación procesal y administrativo, uno de auxilio judicial y 2 trabajadores de actividades específicas forman la plantilla de este centro.